# Mühbrook
Mühbrook er en kommune og en by i det nordlige Tyskland, beliggende i Amt Bordesholm i den sydøstlige del af Kreis Rendsborg-Egernførde. Kreis Rendsborg-Egernførde ligger i den centrale del af delstaten Slesvig-Holsten.

## Geografi
Mod nordøst grænser kommunen til Bordesholmer See, og mod syd ligger Einfelder See.